# Asus ZenUI
L'ASUS ZenUI è un'interfaccia utente sviluppata da ASUS. Ha esordito sulla serie ASUS ZenFone, su ASUS MeMoPad 7 e ASUS PadFone Mini.
ZenUI è utilizzata da ASUS per i propri smartphone e tablet con Android e non è disponibile per le licenze di soggetti esterni. La ZenUI viene fornita anche con applicazioni sviluppate da ASUS precaricate come ZenLink (PC Link, Share Link, Party Link e Remote Link)
La versione più recente è la ZenUI 7.

## Storia
Prima di ZenUI, ASUS aveva realizzato un'interfaccia front-end per telefoni e tablet Android denominata UUS WaveShare UI.

### Interfaccia utente di WaveShare
WaveShare era un'interfaccia touch front-end sviluppata da ASUS e dai suoi partner. È stata utilizzata da ASUS per telefoni e tablet Android e, come la ZenUI, non era disponibile per le licenze di soggetti esterni. È stata originariamente rilasciata sull'ASUS PadFone e successivamente è stata adottata su altri prodotti ASUS. L'ultimo prodotto ad averla implentata è stato l'ASUS MeMO Pad HD 7.
Di seguito tutti i prodotti che utilizzavano la WaveShare UI:
- ASUS PadFone Infinity
- ASUS Fonepad Note 6
- ASUS Nuovo PadFone Infinity
- ASUS PadFone 2
- ASUS Eee Pad Transformer
- ASUS Slider Pad
- Slider ASUS Eee Pad
- ASUS FonePad 7

## Versioni
L'ASUS ZenUI può essere aggiornata dal Google Play Store.

### Prima versione: 1.2.0.140918
App precaricate:
- Risparmio intelligente (risparmio energetico)
- Do It Later
- Movie Studio
- Omlet Chat
- Party Link
- Specchio
- PC Link (solo ZenFone 5 e 6)
- Quick Memo (solo ZenFone 5 e 6)
- Remote Link
- Share Link
- Splendid
- SuperNote
- ASUS WebStorage
- What's Next
- Meteo
- MyASUS
- Procedura guidata audio

### Versione più recente: 2.2.0.14_160307
App precaricate:
- Risparmio intelligente (risparmio energetico)
- Do It Later
- Movie Studio
- Omlet Chat
- Party Link
- Specchio
- PC Link (disponibile per ZenFone 4)
- Quick Memo (disponibile per ZenFone 4)
- Remote Link
- Share Link
- Splendid
- SuperNote
- ASUS WebStorage
- What's Next
- Meteo
- Aggiornamento del sistema
- Trasferimento dati
- MyASUS
- Procedura guidata audio

## Prodotti con Asus ZenUI

### Smartphone
- ASUS ZenFone 4
- ASUS ZenFone C
- ASUS ZenFone 5
- ASUS ZenFone 5 LTE
- ASUS ZenFone 5 Lite
- ASUS ZenFone 6
- ASUS ZenFone 2
- ASUS ZenFone 2 Laser
- ASUS ZenFone Zoom
- ASUS ZenFone Selfie
- ASUS ZenFone Go
- ASUS ZenFone Go TV
- ASUS ZenFone Max
- ASUS ZenFone 3
- ASUS ZenFone 3 Ultra
- ASUS ZenFone 3 Deluxe
- ASUS ZenFone 3 Deluxe Lite
- ASUS ZenFone 3 Laser
- ASUS ZenFone 3 Max
- ASUS ZenFone 3s Max
- ASUS ZenFone 3 Max 5.5 "
- ASUS ZenFone 3 Zoom
- ASUS ZenFone AR
- ASUS ZenFone Live
- ASUS ZenFone 4
- ASUS ZenFone 4 Pro
- ASUS ZenFone 4 Selfie Lite
- ASUS ZenFone 4 Selfie
- ASUS ZenFone 4 Selfie Pro
- ASUS ZenFone 4 Max
- ASUS ZenFone 4 Max Plus
- ASUS ZenFone 4 Max Pro
- ASUS ZenFone V
- ASUS Pegasus 3
- ASUS Live
- ASUS ZenFone Live (L1)
- ASUS ZenFone Max (M1)
- ASUS ZenFone Max Plus (M1)
- ASUS ZenFone 5
- ASUS ZenFone 5Z
- ASUS ZenFone 5 Lite / 5Q
- ASUS ZenFone 6
- ASUS ZenFone 7
- ASUS ZenFone 7 Pro

### Tablet
- ASUS MeMO Pad 7
- ASUS MeMO Pad 8
- ASUS FonePad Note 6 (tramite aggiornamento software; precedentemente con ASUS WaveShare UI)
- ASUS FonePad 7
- ASUS FonePad 8
- ASUS ZenPad 10

### Smartphone ibridi
- ASUS PadFone mini
- ASUS PadFone mini con 4G LTE
- ASUS PadFone Infinity (via aggiornamento software; Precedentemente utilizzando ASUS Waveshare UI)
- ASUS PadFone 2 (tramite aggiornamento software; precedentemente con interfaccia utente ASUS WaveShare )
- ASUS New Padfone Infinity (tramite aggiornamento software; precedentemente con interfaccia utente ASUS WaveShare)
- ASUS Padfone S con 4G LTE

### Laptop ibridi
- ASUS Transformer Pad